# Pink (Lied)
Pink ist ein Lied der deutschen Pop- und Schlagersängerin Vanessa Mai aus dem Jahr 2024, in Zusammenarbeit mit dem deutschen DJ-Duo HBz. Das Stück ist die siebte Singleauskopplung aus ihrem zehnten Studioalbum Matrix.

## Entstehung und Artwork
Das Lied wurde von den beiden HBz-Mitgliedern Niklas Brüsewitz und Nils Schedler sowie den Koautoren Vivien Behr, Stephan Endemann, Steven Fritsch, Nicolai Schanz, Hannes Sigl, Jan Niklas Simonsen und David Wessel (Mashup-Germany) geschrieben. Endemann zeichnete zudem, in Zusammenarbeit mit Florian Apfl, Matthias Distel (Ikke Hüftgold) und Dominik de Leon, für die Produktion verantwortlich.
Während Vanessa Mai hierbei, nach den Singleauskopplungen Löwenherz (März 2024) und Oben (November 2023), zum dritten Mal mit Simonsen zusammenarbeitete, ist es nach Oben je ihre zweite Zusammenarbeit mit Fritsch und Sigl sowie ebenfalls nach Löwenherz die zweite Kooperation mit Behr. Apfl, Distel und de Leon waren in den vergangenen Monaten – in unterschiedlichen Funktionen – an diversen Single-Produktionen von Mai beteiligt, so unter anderem bei Leb den Tag zweimal (März 2024), Löwenherz, Limited Edition (Februar 2024), Nicht von dieser Erde, Oben, Geiles Life (Oktober 2023) oder auch Igel (September 2023). Alle anderen Autoren und Produzenten arbeiteten erstmal mit Mai zusammen.
Auf dem Frontcover der Single sind – neben Liedtitel und Interpretenangabe – HBz und Vanessa Mai zu sehen. Es zeigt sie hüftaufwärts, vor einer Masse pink gekleideter Tänzer. Die Bildaufnahme entstand während der Dreharbeiten zum dazugehörigen Musikvideo. Die Fotografie tätigte der Frankfurter Filmemacher und Fotograf Daniel Haussmann.

## Veröffentlichung und Promotion
Die Erstveröffentlichung von Pink erfolgte als Single am 2. Mai 2024. Diese erschien als digitaler Einzeltrack zum Download und Streaming bei Ariola (Katalognummer: 19687201196). Der Vertrieb erfolgte durch Sony Music Entertainment, verlegt wurde das Lied durch Edition Madnesstic, Das Maschine, Universal Music Publishing und We Publish Music. Einen Tag nach der Singleveröffentlichung erschien das Lied als Teil von Mais zehntem Studioalbum Matrix (Katalognummer: 19658890322), dessen siebte Singleauskopplung es ist.
Erstmals angekündigt und beworben wurde die Singleauskopplung durch HBz, Mai sowie Spotify am 30. April 2024, zwei Tage vor seiner Erstveröffentlichung.

## Inhalt
| „Und vielleicht ist die Welt morgen pink. Komm, wir tanzen wie Blätter im Wind. Und wir hör’n Tag und Nacht ihre Stimm’n. Nur so lange die Engel noch sing’n. Und vielleicht ist die Welt morgen pink. Komm, wir tanzen wie Blätter im Wind. Und wir hör’n Tag und Nacht ihre Stimm’n. Nur so lange die Engel noch sing’n.“ – Refrain, Originalauszug | Der Liedtext zu Pink ist in deutscher Sprache verfasst. Die Musik und der Text wurden gemeinsam von den beiden HBz-Mitgliedern sowie Vivien Behr, Stephan Endemann, Steven Fritsch, Mashup-Germany, Nicolai Schanz, Hannes Sigl und Jan Niklas Simonsen getextet beziehungsweise komponiert. Musikalisch bewegt sich das Lied im Bereich der Popmusik, stilistisch im Bereich des Dance-Pops. Das Tempo beträgt 150 Schläge pro Minute. Die Tonart ist c-Moll. Inhaltlich handelt es sich bei Pink um einen Titel, die zum Feiern („Boxen auf Anschlag, ich brauch’ das“), Spaß haben („Strobo im Nebel, das kickt mich“) und Tanzen („Komm, wir tanzen wie Blätter im Wind“) animieren soll. |

Aufgebaut ist das Lied aus einem Intro, einer Strophe, einem Refrain und einer Bridge. Es beginnt mit dem Intro, das lediglich schon mal den Refrain wiedergibt. Der eigentliche Refrain folgt auf das Intro und setzt sich aus einem sich wiederholenden Vierzeiler zusammen. An den Refrain schließt sich die einzige Strophe an, die ebenfalls als Achtzeiler geschrieben wurde. Die Strophe selbst zeichnet durch eine Art Aufzählung und diverse Wortwiederholungen aus. Auf diese erfolgt die Bridge, die, wie das Intro auch, nur eine Wiederholung des Refrains ist, der wiederum zum Abschluss nochmal auf die Bridge folgt. Der Gesang während des gesamten Liedes stammt nur von Mai, HBz wirkt lediglich an der Studioarbeit mit.

## Musikvideo
Das Musikvideo zu Pink wurde in der Brita-Arena, der Heimstätte des Fußballvereins SV Wehen Wiesbaden gedreht und feierte seine Premiere am 3. Mai 2024 auf der Videoplattform YouTube. Es zeigt überwiegend Vanessa Mai und die beiden Mitglieder von HBz, zusammen mit verschiedenen Tänzern, die inmitten des Fußballstadions tanzen. Die Tänzer tragen dabei schwarze Hosen, ein pinkenes Oberteil sowie ebenfalls pinkfarbene Kopfmasken. Zwischendurch sind immer wieder verschiedene Naturimpressionen zu sehen, über die eine Art Pink-Filter gelegt werden. Regie führte der Mannheimer Filmemacher Mikis Fontagnier. Die Gesamtlänge des Videos beträgt 2:49 Minuten. Bis Juni 2024 zählte das Video über 210 Tausend Aufrufe bei YouTube.

## Mitwirkende
| Liedproduktion - Florian Apfl: Musikproduktion - Vivien Behr: Komposition, Liedtext - Niklas Brüsewitz: Komposition, Liedtext - Matthias Distel (Ikke Hüftgold): Musikproduktion - Stephan Endemann: Komposition, Liedtext, Musikproduktion - Steven Fritsch: Komposition, Liedtext - Dominik de Leon: Musikproduktion - Vanessa Mai: Gesang - Nicolai Schanz: Komposition, Liedtext - Nils Schedler: Komposition, Liedtext - Hannes Sigl: Komposition, Liedtext - Jan Niklas Simonsen: Komposition, Liedtext - David Wessel (Mashup-Germany): Komposition, Liedtext Visualisierung (Cover) - Daniel Haussmann: Fotografie | Musikvideo - Sunny Bizness: Aufnahmeleitung, Filmproduktion - Christopher Bodenstein: Oberbeleuchtung - Sevki Cevik: Lichtassistenz - Isabelle Dupont: Set-Runner, VHS-Kamera - Mikis Fontagnier: Drehbuch, Regie, Schnitt - Daniel Haussmann: Drohne - Philipp Jeschek: Kameraassistenz - Tobias Rupp: Kamera Unternehmen - Ariola: Musiklabel - Edition Madnesstic: Musikverlag - Das Maschine: Musikverlag - Sony Music Entertainment: Vertrieb - Universal Music Publishing: Musikverlag - We Publish Music: Musikverlag |

## Rezensionen
Mirco Clapier von Deine Schlagerwelt ist der Meinung, dass das Album Matrix keine Grenzen kenne. Es biete eine musikalische Reise voller Energie, Emotionen und unbegrenzter Möglichkeiten. Einer der herausragenden Titel sei nach Meinung von Clapier das Stück Pink. Dies sei eine „echte Partyhymne“, die mit viel BPM, Bass und Blitzlicht daherkomme.
Veronika Dyks vom Merkurist Wiesbaden ist der Meinung, dass sich im Liedtext eine positive Stimmung niederschlage.
Dominik Lippe von laut.de vergab für das Album Matrix zwei von fünf Sternen. Auf der musikalischen Seite lasse sich das Album als vorsichtige Weiterentwicklung verbuchen. Er ist der Meinung, dass der befürchtete Igel-Wahnsinn sich nur Bahn breche, wenn die aus Finchs Dorfdisko bekannten HBz (Pink) oder Tribbs (Tragic (Never Let Go)) ins Spiel kämen.